# John C. Malone
John Carl Malone (sinh ngày 7 tháng 3 năm 1941) là một tỷ phú doanh nhân, chủ đất và nhà từ thiện người Mỹ. Ông là giám đốc điều hành (CEO) của Tele-Communications Inc. (TCI), một tập đoàn truyền thông và truyền thông khổng lồ, trong 24 năm từ 1973 đến 1996. Malone hiện là chủ tịch và cổ đông biểu quyết lớn nhất của Liberty Media, Liberty Global và Qurate Retail Group (trước đây gọi là Liberty Interactive), đồng thời sở hữu 7% cổ phần của Lionsgate và Starz Inc.. Ông là Giám đốc điều hành tạm thời của Liberty Media, cho đến khi được cựu Giám đốc tài chính Microsoft và Oracle, Greg Maffei kế nhiệm. Theo hầu hết các ước tính, Malone là chủ đất tư nhân lớn nhất tại Mỹ, sở hữu lên tới 2,2 triệu mẫu Anh (3437 dặm vuông), hơn gấp đôi so với kích thước của Rhode Island.